# Álea
Álea é um termo jurídico que significa literalmente a possibilidade de prejuízo simultaneamente à de lucro - ou, em outras palavras, risco (HOUAISS, verbete "álea").

## Origem
Tem sua origem na célebre frase de Gaius Iulius Caesar (Júlio César), ao atravessar o rio Rubicon: "Alea jacta est", ou "a sorte está lançada".
Assim, álea se define como um fato incerto quanto à sua verificação e/ou quanto ao momento de sua constatação (Castro Mendes, 1978:747).
Seu emprego é corrente em textos jurídicos, particularmente em textos que versem sobre contratos aleatórios, como os de apostas e jogos.
Também é um termo empregado dentro do direito do seguro, embora a doutrina mais recente não considere mais o contrato de seguro como um contrato aleatório, e sim contrato comutativo (Nelson Borges, 2004).
Em sentido Técnico considera-se que a álea exprime uma margem de flutuações nos eventos futuros, implicando uma possibilidade de vantagens, com a inerente probabilidade de uma perda
O risco exprimiria a vertente negativa da álea: a do perigo de um mal

## Álea no Direito Público
De acordo com Celso Antônio Bandeira de Melo, e seguindo doutrina do direito francês, os riscos que envolvem os contratos de concessão são divididos, doutrinariamente, em álea ordinária e álea extraordinária. Esta, por sua vez, divide-se em álea administrativa e álea econômica.
A álea ordinária corresponde aos riscos normais de qualquer empreendimento e que devem ser suportados pelo concessionário. Não ensejam qualquer cobertura por parte do poder concedente.
A álea administrativa corresponde aos atos da Administração não como parte da relação contratual, mas sim como ente no exercício de seu poder extroverso (nos dizeres de Marçal Justen Filho), de imperium. A tais situações se aplica a teoria do fato do príncipe, o que acarreta integral indenização pelo poder concedente, uma vez que por ato da Administração, houve desequilíbrio na equação econômico-financeira, gerando indevido ônus ao concessionário, o qual não deve ser por ele suportado.
A álea econômica corresponde a fatos globalmente considerados, conjunturais, naturais, cuja etiologia acaba por ser desconhecida, tais como as crises econômicas, desastres naturais e oscilações de câmbio. A tais situações se aplica a teoria da imprevisão, ensejando a partilha entre o concedente e o concessionário dos prejuízos decorrentes de tais fatos. São situações às quais os contraentes não hajam dado causa e que provocam profundo desequilíbrio da equação econômico-financeira, acabando por tornar extremamente onerosa a prestação do serviço pelo concessionário.